# کانون‌گذاری
در زبان‌شناسی، کانون‌گذاری (انگلیسی: Focusing) یک مقوله دستوری است که نشان می‌دهد کدام قسمت از جمله اطلاعات جدید، غیرقابل مشتق یا متضادی را ارائه می‌کند. در جمله «تو از من می‌خواهی دوربین دیجیتال بخرم»، تمرکز به صورت عروضی با تکیه زیاد بر روی کلمه دیجیتال این واژه را کانونی می‌کند.
گوینده جملات برای امکان ارتباط مؤثر و مناسب باید تصمیم بگیرد کدام یک از عناصر پیام خود را برجسته کند و کدام‌یک را در پس‌زمینه بگذارد. یک نمونهٔ آشکار از این موضوع را می‌توان به‌کارگیری جهت مجهول برای تغییر کانون پیام دانست (مانند ما اشتباهاتی کردیم، در برابر اشتباهاتی صورت گرفته‌است). با تغییر تکیهٔ واژه‌ها و هجاها نیز می‌توان عناصر موردنظر را به پیش زمینه آورد. در گفتمان نیز می‌توان از حذف دستوری برای به حاشیه راندن اطلاعات کهنه بهره جست.
کانون‌گذاری یک پدیده بین زبانی و یک موضوع اصلی در زبان‌شناسی است. تحقیقات در مورد کانون‌گذاری، حوزه‌های فرعی متعددی از جمله آوایی، نحو، معناشناسی، کارکردشناسی و زبان‌شناسی اجتماعی را در بر می‌گیرد.